# Mihăileni (Sibiu)
Mihăileni è un comune della Romania di 932 abitanti, ubicato nel distretto di Sibiu, nella regione storica della Transilvania.
Il comune è formato dall'unione di 5 villaggi: Metiș, Mihăileni, Moardăș, Răvășel, Șalcău.